# Сражение у Неервиндена (1793)

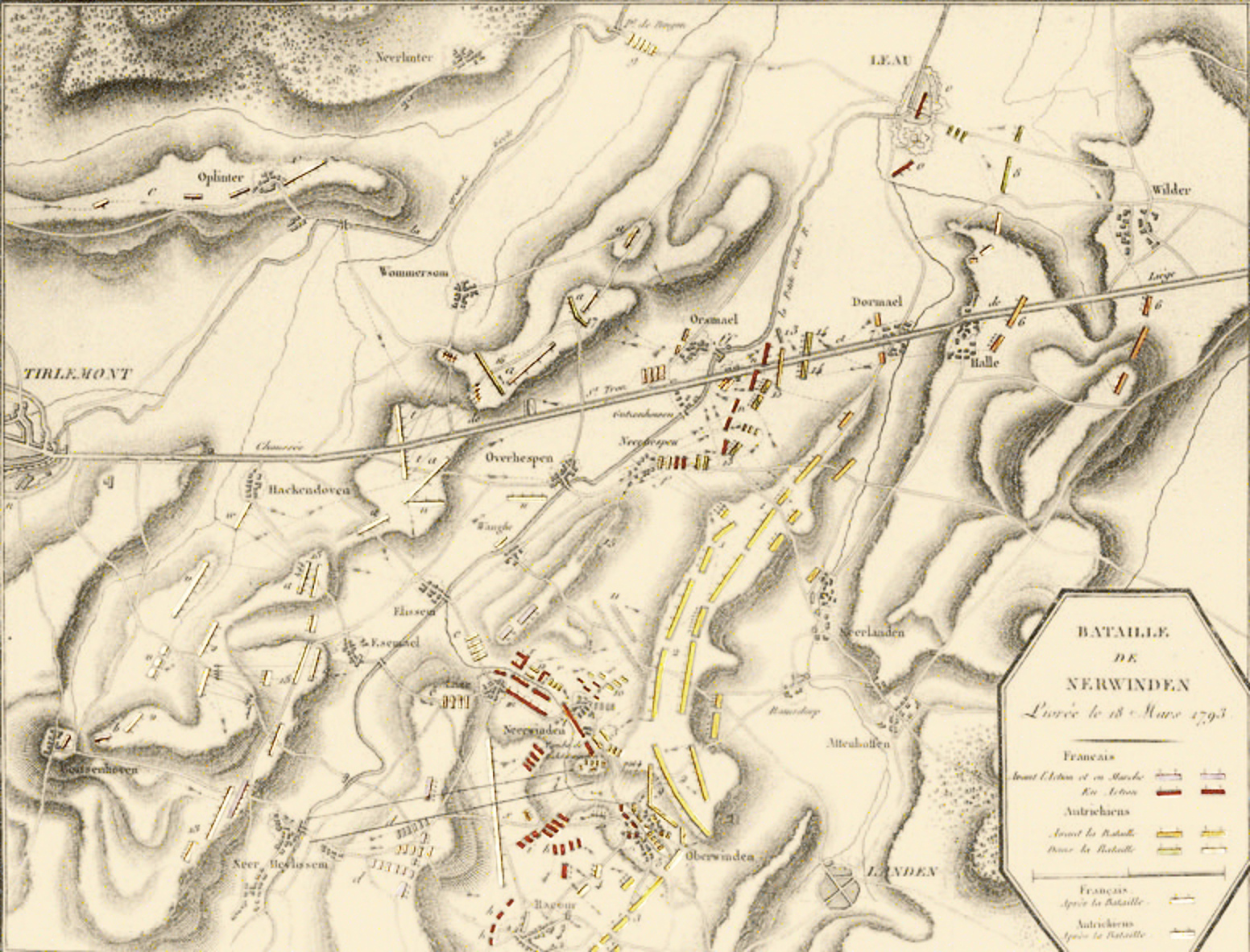
Схема сражения

Сражение у Неервиндена состоялось 18 марта 1793 года.

## Перед сражением
После поражения в 1793 году при Альденховене и Нюремонде и наступательного движения принца Кобургского, французская армия отступила к Лёвену. Новый французский главнокомандующий Дюмурье пришел к заключению, что только после вытеснения союзников за Маас он мог с успехом продолжать борьбу против Голландии, а потому решил атаковать противника 14 марта.
Французы двинулись к Тирлемону, потеснив здесь австрийский авангард; эрцгерцог Карл (32 000 пехоты, 10 000 кавалерии) отошёл за реку Геету, на её левом берегу, где и расположился в две линии.

## Ход сражения
18 марта французы (42 000 пехоты, 5500 кавалерии) атаковали восемью колоннами оба фланга союзников и вначале на левом фланге (13 000 пехоты и 2000 кавалерии) имели успех, но в 15:00 двукратная контратака австрийцев заставила их бежать за Геету.
Атака на правом крыле была также сперва успешна: французы вскоре взяли деревни Рокур, Обервинден и Неервинден; но дальнейшее наступление на лежащие позади высоты было остановлено, а потом контратака противника и здесь заставила французов отступить по всей линии.
19-го Дюмурье отошел на высоту у Гейдзеговена, а 20-го к Лёвену.

## Потери сторон
Потери австрийцев составили около 3000 убитыми и ранеными, французы же потеряли около 4000 и 30 орудий. Поражение при Неервиндене сильно подорвало боевой дух французских войск, в результате их армия из-за дезертирства сократилась до 20 тысяч человек.